# 帕尔尼拉迪斯
帕尔尼拉迪斯（法語：Pargny-la-Dhuys，法語發音：[paʁɲi la dɥis]）是法国上法兰西大区埃纳省的一个市镇，属于蒂耶里堡区。

## 地理
帕尔尼拉迪斯（48°57'12"N, 3°33'15"E）面积12.66 平方千米，位于法国上法蘭西大區埃纳省，该省份为法国北部内陆省份，北起北部省，西接索姆省和瓦兹省，东临阿登省和马恩省，西南至塞纳-马恩省，东北部与比利时接壤。
与帕尔尼拉迪斯接壤的市镇（或旧市镇、城区）包括：蒙蒂尼莱孔代、蒙勒翁、科罗贝尔、韦尔东、香槟谷村、布里地区迪斯和莫兰。

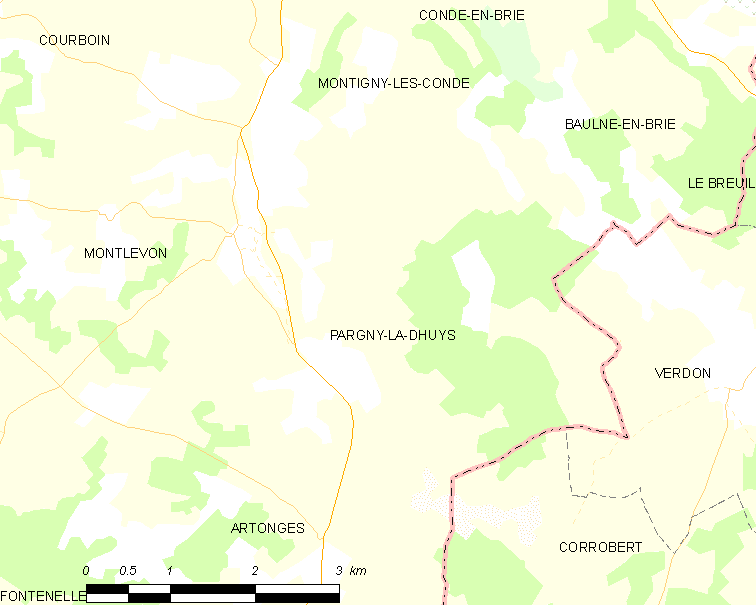
帕尔尼拉迪斯的OSM定位图

帕尔尼拉迪斯的时区为UTC+01:00、UTC+02:00（夏令时）。

## 行政
帕尔尼拉迪斯的邮政编码为02330，INSEE市镇编码为02590。

## 政治
帕尔尼拉迪斯所属的省级选区为马恩河畔埃索姆县。

## 人口

1962-2008年间帕尔尼拉迪斯人口变化图示

帕尔尼拉迪斯于2022年1月1日时的人口数量为172人。